# 争取和平与社会主义运动
争取和平与社会主义运动（意大利语：Movimento per la Pace e il Socialismo）是意大利的一个共产主义政党。该党成立于1986年11月30日。该党的意识形态是共产主义、马克思列宁主义。该党的领导人是Roberto Gabriele。目前，该党已停止活动。